# Moskalivka, Polonne
Moskalivka (în ucraineană Москалівка) este un sat în comuna Kustivți din raionul Polonne, regiunea Hmelnîțkîi, Ucraina.

## Demografie
Componența lingvistică a localității Moskalivka
     Ucraineană (99,13%)
     Alte limbi (0,86%)
Conform recensământului din 2001, majoritatea populației localității Moskalivka era vorbitoare de ucraineană (99,13%), existând în minoritate și vorbitori de alte limbi.